# Piz Bacun
Il Piz Bacun (3.244 m s.l.m.) è una montagna delle Alpi del Bernina nelle Alpi Retiche occidentali.

## Descrizione
Si trova nel Canton Grigioni (Svizzera) a nord della Cima di Castello.
Fu scalato per la prima volta nel 1883 dal chimico tedesco Theodor Curtius che era anche un grande appassionato di alpinismo, nella scalata era accompagnato dalle guide  Christian Klucker e Johann Eggenberger.